# فرناندو نافاس
فرناندو نافاس (بالإسبانية: Fernando Navas)‏ (29 يناير 1977 في الأرجنتين - ) هو لاعب كرة قدم أرجنتيني في مركز الوسط. لعب مع أريس تسالونيكي وأيك أثينا وبوكا جونيورز وتشاكاريتا جيونيورز وكيلمس ونادي بانيونيوس ويونيون دي سانتا في وClub Aurora ‏.

## وصلات خارجية
- فرناندو نافاس على موقع قاعدة بيانات كرة القدم.إي يو (الإنجليزية)